# Georg Pauli-Stravius
Georg Pauli-Stravius (* 10. Oktober 1593 in Kuttekoven bei Borgloon; † 7. Februar 1661 in Köln) war Weihbischof in Köln.

## Leben
Der aus dem Hochstift Lüttich stammende Pauli-Stravius, gelegentlich auch Pauvels-Strauven genannt, studierte in Rom Philosophie und Theologie, wo er auch den Titel eines Apostolischen Protonotaren erhielt. Anschließend Vorsteher der Nuntiaturkanzlei in Brüssel, wurde er 1626 Kanoniker an St. Ursula in Köln. Seit 1633 hier auch Domherr, wurde er 26. März 1640 zum Titularbischof von Joppe und Weihbischof in Köln ernannt, wie auch zum Generalvikar des Erzbischofs von Köln. Die Bischofsweihe empfing er in Bonn am 17. Februar 1641 vom Fürstbischof von Osnabrück, Franz Wilhelm von Wartenberg. 
Sein älterer Bruder Richard Pauli-Stravius war ab 1641 Weihbischof in Lüttich, nach anderen Angaben in Köln.
Georg Pauli-Stravius wurde im Kölner Dom beigesetzt.